# Afronemacheilus abyssinicus
Afronemacheilus abyssinicus е вид лъчеперка от семейство Nemacheilidae.

## Разпространение
Видът е ендемичен за Етиопия.

## Описание
A. abyssinicus може да достигне стандартна дължина от 5,1 см.